# Yeşilovacık, Silifke
Yeşilovacık là một xã thuộc huyện Silifke, tỉnh Mersin, Thổ Nhĩ Kỳ. Dân số thời điểm năm 2011 là 3.03 người.